# کلیسای کاتولیک در ایران

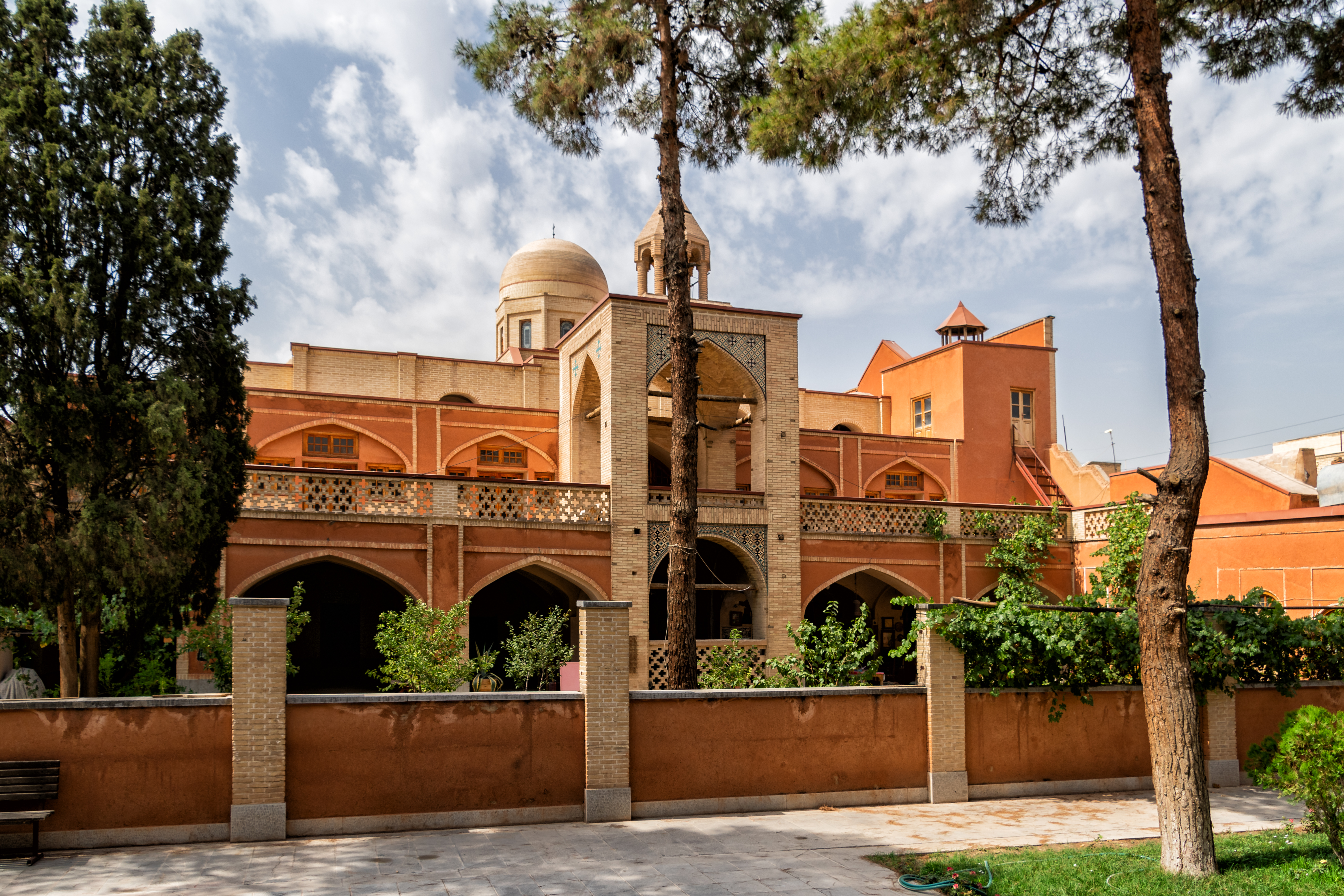
کلیسای کاتولیک‌ها در نو جلفا

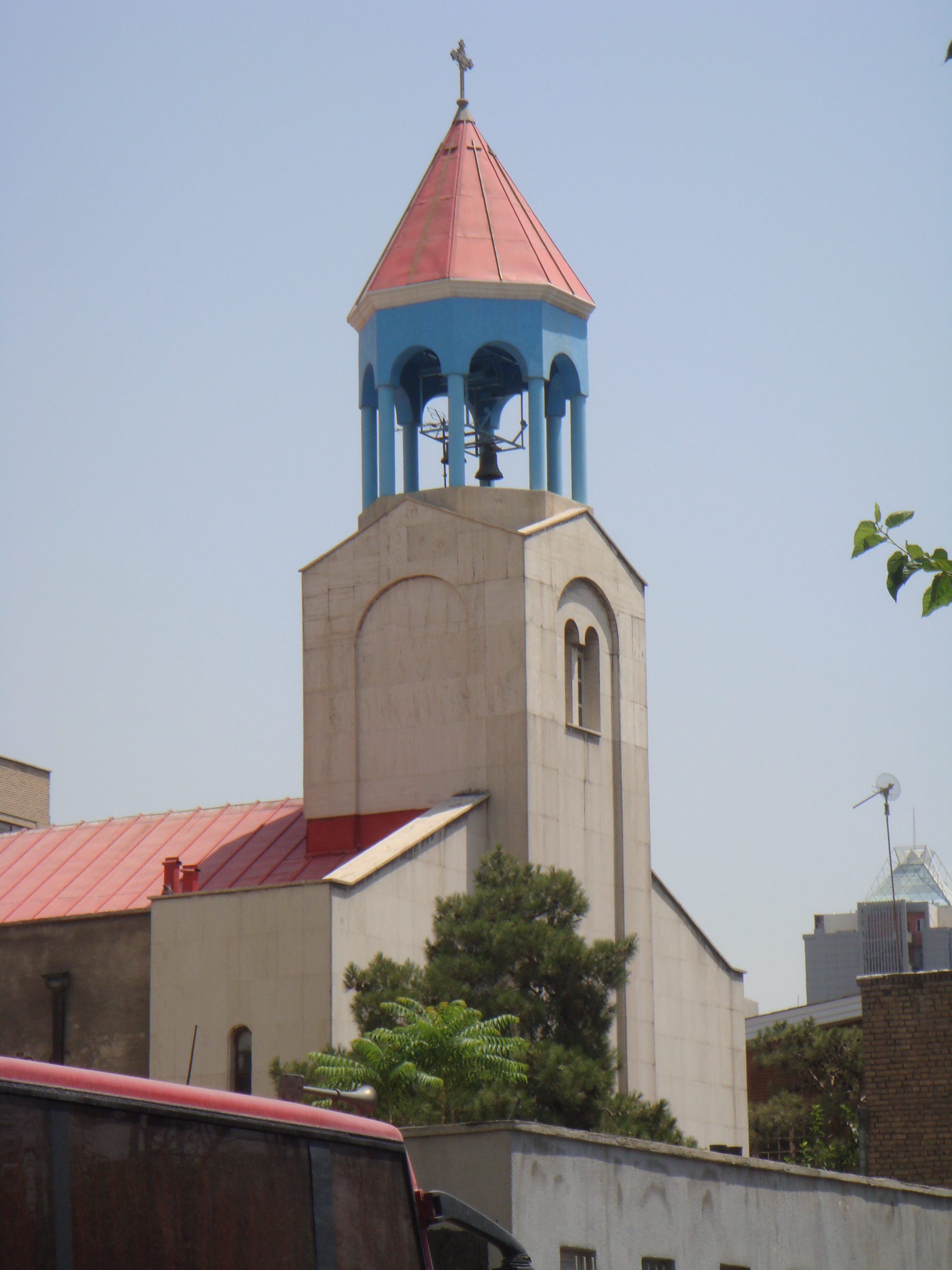
کلیسای کاتولیک ارمنی در تهران

کلیسای کاتولیک در ایران بخشی از کلیسای کاتولیک تحت رهبری معنوی پاپ در رم است. حدود ۲۱٬۳۸۰ مسیحی کاتولیک در ایران زندگی می‌کنند. آن‌ها از آیین‌های کلدانی، ارمنی و لاتین پیروی می‌کنند. به جز شهروندان ایران، کاتولیک‌ها شامل افراد خارجی همچون اسپانیایی‌زبانان (آمریکای لاتین و اسپانیا) و سایر اروپایی‌ها می‌شوند.

## اسقف‌ها و بخش‌ها
- خلیفه‌گری کاتولیک کلدانی تهران
- خلیفه‌گری کاتولیک کلدانی ارومیه
- اسقف‌نشین کاتولیک کلدانی اهواز
- اسقف‌نشین کاتولیک کلدانی سلماس
- خلیفه‌گری کاتولیک ارمنی اصفهان
- خلیفه‌گری کاتولیک رومی تهران-اصفهان[۱][۲]

## کلیساهای جامع
- کلیسای جامع تسبیح بانوی ما در اصفهان (خلیفه‌گری کاتولیک رومی اصفهان)
- کلیسای جامع کانسولاتا در تهران (خلیفه‌گری کاتولیک رومی اصفهان)
- کلیسای جامع حضرت یوسف در تهران (خلیفه‌گری کاتولیک کلدانی تهران)
- کلیسای عذرای توانا در تبریز (خلیفه‌گری کاتولیک رومی اصفهان)
- کلیسای جامع مریم مادر خدا در ارومیه (خلیفه‌گری کاتولیک کلدانی ارومیه)[۳]